# ManageFlitter
ManageFlitter era una aplicación web que ayuda a los usuarios de Twitter a obtener información sobre su cuenta. ManageFlitter proporciona un conjunto de herramientas que permite a los usuarios de Twitter conservar, podar y hacer crecer su cuenta de Twitter de manera efectiva. Además, proporciona una forma sencilla para que los usuarios integren su cuenta de Google+ con su cuenta de Twitter.

## Historia
ManageFlitter fue desarrollado por la agencia digital Melon Media, con sede en Sídney, como un proyecto paralelo interno para el fundador de Melon Media, Kevin Garber, cuando quería una herramienta que lo ayudara a identificar quién no lo seguía en su cuenta de Twitter. Posteriormente, ManageFlitter se separó de Melon Media y ahora es una empresa independiente. En febrero de 2010 se lanzó una versión gratuita de ManageFlitter y en febrero de 2011 se lanzó una versión comercial "Pro" de ManageFlitter. En octubre se lanzó una versión "Business" de ManageFlitter que incluía la gestión de varias cuentas y otras funciones mejoradas.
Originalmente, el servicio se llamaba "ManageTwitter". Posteriormente, el nombre se cambió a "ManageFlitter" para evitar infringir la marca registrada de Twitter.
En abril de 2010, hubo cierta controversia cuando Twitter alegó que ManageFlitter estaba violando los Términos de servicio de la API de Twitter. ManageFlitter y Twitter lograron llegar a un acuerdo y ha podido operar continuamente desde entonces.
ManageFlitter permite a los usuarios de Twitter identificar quiénes no los siguen o carecen de otros rasgos deseables y, posteriormente, dejar de seguirlos. Los usuarios de ManageFlitter pueden analizar los datos de su cuenta de Twitter de varias maneras. ManageFlitter también ayuda a los usuarios de Twitter a programar tweets para tiempos específicos y ayuda a un equipo a administrar las respuestas @ de una cuenta de Twitter de manera efectiva. En septiembre de 2014, más de 2,5 millones de usuarios de Twitter habían utilizado ManageFlitter.[cita requerida]

## Negocio
La sede de ManageFlitter está en Sídney, Australia. El director ejecutivo y cofundador de ManageFlitter es Kevin Garber y su director de tecnología y cofundador es James Peter. El modelo comercial de ManageFlitter es un modelo freemium que permite a los usuarios usar el servicio de forma gratuita, pero les brinda la opción de actualizar para obtener acceso a funciones premium.
En septiembre de 2014, ManageFlitter no ha recibido financiación externa.

## Recepción
ManageFlitter obtuvo el puesto 39 en los premios australianos Anthill SMART100 2011 y el puesto 17 en la categoría Readers' Choice de estos premios.
En marzo de 2012, ManageFlitter fue anunciado como finalista en los Shorty Awards en la categoría de "aplicaciones".
En septiembre de 2014, ManageFlitter fue nombrada finalista en los premios Premier's NSW Export Awards en la categoría de tecnología de la información y la comunicación.